# Dara Rolins
Dara Rolins, née Darina Gambošová le 7 décembre 1972 à Bratislava, est une chanteuse et actrice slovaque.